# ملف العراق
العراق - بنيته التحتية للإخفاء والخداع والترهيب  (المعروف أكثر باسم ملف العراق، أو ملف فبراير  أو الملف المشبوه) كان وثيقة إحاطة صدرت عام 2003 لحكومة حزب العمال البريطانية برئاسة توني بلير. أصدرها أليستير كامبل، مدير الاتصالات والاستراتيجية في مكتب بلير، للصحفيين في 3 فبراير/شباط 2003، وتناولت العراق وأسلحة الدمار الشامل. إلى جانب ملف سبتمبر السابق، استخدمت الحكومة البريطانية هذه الوثائق في نهاية المطاف لتبرير مشاركتها في غزو العراق في عام 2003.

## ملف
صاغت مجلة "سبايكد" الجدلية الإلكترونية مصطلح "الملف المشبوه" لأول مرة في إشارة إلى ملف سبتمبر.
وقد تم استخدام المصطلح في وقت لاحق من قبل قناة الأخبار الرابعة عندما علم مراسلها جوليان راش   باكتشاف جلين رانجوالا  جزءًا كبيرًا من العمل في ملف العراق منتحل من مصادر مختلفة غير منسوبة بما في ذلك أطروحة أعدها طالب في جامعة ولاية كاليفورنيا. وكان المصدر الأكثر شهرة هو مقال كتبه طالب الدراسات العليا آنذاك إبراهيم المراشي، بعنوان "شبكة الأمن والاستخبارات العراقية: دليل وتحليل" . 
وقد تكررت أجزاء كاملة من كتابات المراشي عن "منظمة الأمن الخاصة لصدام" حرفياً، بما في ذلك الأخطاء المطبعية، في حين أجريت بعض التعديلات لتعزيز نبرة النتائج المزعومة (على سبيل المثال، "مراقبة السفارات الأجنبية في العراق" أصبحت "التجسس على السفارات الأجنبية في العراق"، و"مساعدة جماعات المعارضة في الأنظمة المعادية" أصبحت "دعم المنظمات الإرهابية في الأنظمة المعادية").
وفي فقرتها الافتتاحية، زعمت الوثيقة أنها اعتمدت على "عدد من المصادر، بما في ذلك مواد استخباراتية". قبل إصدار الوثيقة، أشاد بها توني بلير ووزير الخارجية الأمريكي كولن باول باعتبارها معلومات استخباراتية إضافية وأبحاثاً عالية الجودة.  في اليوم التالي لتقرير القناة الرابعة، أصدر مكتب بلير بياناً أقر فيه بارتكاب خطأ في عدم الإشارة إلى المصادر، لكنه لم يُقرّ بتأثر جودة نص الوثيقة.
أُثيرت الشكوك حول الادعاءات الواردة في ملفي سبتمبر و"العراق" عندما لم يُعثر على أسلحة دمار شامل في العراق، وخضع الملفان للتحقيق الذي أجرته لجنة الشؤون الخارجية في مجلس العموم. وأفادت اللجنة لاحقًا بأنه كان ينبغي توثيق المصادر، وأن يُراجع الوزراء الملف قبل نشره. ولم يُراجع الملف إلا مجموعة من الموظفين المدنيين تحت إشراف أليستير كامبل. وذكرت اللجنة أن نشر الملف "يكاد يكون غير مُجدٍ بتاتًا"، وفي النهاية لم يُسهم إلا في تقويض مصداقية قضية الحكومة.
ذُكر الجدل حول ملف العراق مرارًا في نزاع الحكومة مع هيئة الإذاعة البريطانية (بي بي سي) بشأن الادعاء الوارد في ملف سبتمبر/أيلول بأن العراق كان قادرًا على نشر أسلحة بيولوجية خلال 45 دقيقة من صدور الأمر بذلك، والجدل المحيط بوفاة الدكتور ديفيد كيلي. صرّح أندرو جيليجان، صحفي هيئة الإذاعة البريطانية، الذي كتب تقريرًا زعم فيه أن ملف سبتمبر/أيلول قد تم تضخيمه عمدًا، أمام لجنة تحقيق هاتون بأن استرجاع ملف فبراير/شباط دفعه إلى تقديم تقريره بناءً على مقابلته مع الدكتور كيلي دون طلب تأكيد من مصادر أخرى. وسواءً كان ملف سبتمبر/أيلول متعارضًا مع المعلومات الاستخباراتية الأصلية أم لا، فقد تم تعديله بطرق جعلته متعارضًا مع نفسه. 
وأصبح الملف موضع سخرية في السياسة البريطانية. خلال إحدى جلسات أسئلة رئيس الوزراء، أبلغ مايكل هوارد (زعيم المعارضة آنذاك) بلير: "لديّ ملفٌّ ضخمٌ جدًا عن ماضيه، ولم أضطرّ حتى إلى تزييفه".  استُخدم مصطلح "الملفّ المشبوه" مجددًا في يناير/كانون الثاني 2017، في إشارةٍ إلى "ملفّ ستيل" حول فضيحةٍ جنسيةٍ مزعومةٍ تتعلّق بالرئيس الأمريكي دونالد ترامب.  

## روابط خارجية
PDF version of the February dossier على موقع واي باك مشين (نسخة محفوظة April 4, 2003)
تتوفر إصدارات أخرى من الملف، مثل:
- Iraq- A Government of Terror على موقع واي باك مشين (نسخة محفوظة June 14, 2011) (Alternative PDF version of the February Dossier. Note: there may have been editing of any of these copies.)

روابط أخرى:
- "قرار خوض الحرب في العراق" (PDF) للجنة الشؤون الخارجية، التقرير التاسع للدورة ٢٠٠٢-٢٠٠٣
- تقرير إخباري أصلي لقناة الرابعة حول غموض الملف
- "Biological and Toxin Weapons Convention and Iraq" على موقع واي باك مشين (نسخة محفوظة November 13, 2004) (تقرير جامعة ساسكس الذي يعرض أدلة على التصريحات الحكومية المضللة فيما يتعلق بالعراق. وعلى وجه التحديد، ينظر التقرير في الرد على النتيجة التي تم تجاهلها سابقًا في تقرير ريجل الصادر عن مجلس الشيوخ الأمريكي .)